# شهرستان زاقاتالا
شهرستان زاقاتالا (به لاتین: Zaqatala، به آواری: Закатала мухъ، به ساخوری: Закаталайни район) یکی از بخش‌های شمالی جمهوری آذربایجان است. وسعت این بخش ۱٬۳۴۸ کیلومتر مربع و جمعیت آن ۱۰۵٬۰۰۰ نفر است. بخش زاقاتالا در بین سه کشور روسیه، گرجستان و جمهوری آذربایجان محصور شده‌است. این بخش در دامنهٔ کوه‌های قفقاز قرارگرفته و درختان گردو و فندق در آن به فراوانی یافت می‌شود. همچنین در بخش زاقاتالا گونه‌های پرشماری از حیوانات وحشی نظیر خرس و گراز زندگی می‌کنند و پرورش کرم ابریشم نیز در این بخش رواج دارد.